# RFL Championship 1923-24
La Northern Rugby Football League de 1923-24 fue la vigésimo novena temporada del torneo de rugby league más importante de Inglaterra.

## Formato
Las divisiones 1 y 2 fueron combinadas, enfrentándose a nivel de los condados de Lancashire y Yorkshire y posteriormente confeccionado una tabla global, esto provocó que los equipos enfrentaran una cantidad desigual de encuentros.
Posteriormente los cuatro mejores clasificados según el porcentaje de victorias clasificaron a las semifinales.
Se otorgaron 2 puntos por cada victoria, 1 por el empate y 0 por la derrota.

## Desarrollo

### Tabla de posiciones
| Pos. | Equipo               | Encuentros | Encuentros | Encuentros | Encuentros | Tantos | Tantos | Puntos | Porcentaje de triunfos |
| Pos. | Equipo               | PJ         | PG         | PE         | PP         | F      | C      | Puntos | Porcentaje de triunfos |
| ---- | -------------------- | ---------- | ---------- | ---------- | ---------- | ------ | ------ | ------ | ---------------------- |
| 1    | Wigan                | 38         | 31         | 0          | 7          | 824    | 228    | 62     | 81.57                  |
| 2    | Batley Bulldogs      | 36         | 24         | 3          | 9          | 432    | 287    | 51     | 70.83                  |
| 3    | Oldham               | 36         | 23         | 2          | 11         | 579    | 296    | 48     | 66.66                  |
| 4    | Leigh                | 34         | 20         | 3          | 11         | 407    | 250    | 43     | 63.23                  |
| 5    | Huddersfield         | 36         | 21         | 1          | 14         | 481    | 352    | 43     | 59.72                  |
| 6    | St Helens Recs       | 32         | 19         | 0          | 13         | 363    | 255    | 38     | 59.37                  |
| 7    | Swinton              | 34         | 20         | 0          | 14         | 346    | 312    | 40     | 58.82                  |
| 8    | Rochdale Hornets     | 36         | 19         | 4          | 13         | 318    | 330    | 42     | 58.33                  |
| 9    | York FC              | 36         | 18         | 5          | 13         | 323    | 258    | 41     | 56.94                  |
| 10   | Hunslet FC           | 36         | 18         | 5          | 13         | 328    | 332    | 41     | 56.94                  |
| 11   | Hull Kingston Rovers | 36         | 19         | 2          | 15         | 408    | 377    | 40     | 55.55                  |
| 12   | Leeds                | 38         | 20         | 0          | 18         | 448    | 350    | 40     | 52.63                  |
| 13   | Halifax              | 38         | 20         | 0          | 18         | 360    | 357    | 40     | 52.63                  |
| 14   | Widnes               | 34         | 16         | 3          | 15         | 275    | 245    | 35     | 51.47                  |
| 15   | Broughton Rangers    | 34         | 15         | 4          | 15         | 286    | 251    | 34     | 50                     |
| 16   | St. Helens           | 34         | 16         | 0          | 18         | 332    | 522    | 32     | 47.05                  |
| 17   | Hull                 | 38         | 17         | 1          | 20         | 439    | 447    | 35     | 46.05                  |
| 18   | Dewsbury Rams        | 36         | 15         | 3          | 18         | 279    | 289    | 33     | 45.83                  |
| 19   | Wakefield Trinity    | 36         | 15         | 2          | 19         | 313    | 358    | 32     | 44.44                  |
| 20   | Warrington           | 36         | 16         | 0          | 20         | 341    | 395    | 32     | 44.44                  |
| 21   | Barrow Raiders       | 36         | 15         | 1          | 20         | 366    | 372    | 31     | 43.05                  |
| 22   | Keighley Cougars     | 36         | 14         | 1          | 21         | 291    | 427    | 29     | 40.27                  |
| 23   | Featherstone Rovers  | 36         | 12         | 3          | 21         | 348    | 545    | 27     | 37.5                   |
| 24   | Liverpool Stanley    | 36         | 12         | 0          | 24         | 324    | 428    | 24     | 33.33                  |
| 25   | Salford              | 34         | 8          | 1          | 25         | 175    | 466    | 17     | 25                     |
| 26   | Bradford Northern    | 34         | 8          | 0          | 26         | 190    | 524    | 16     | 23.52                  |
| 27   | Bramley RLFC         | 34         | 7          | 0          | 27         | 228    | 528    | 14     | 20.58                  |

|  | Semifinalistas. |

### Semifinales
| 1924 | Wigan | 27 - 0 | Leigh |  |  |

| 1924 | Batley | 38 - 0 | Oldham |  |  |

### Final
| 1924 | Wigan | 7 - 13 | Batley |  |  |

| Bandera de Inglaterra   |
| Campeón Batley Bulldogs |
| Primer título           |